# Murallas de Oporto
Las Murallas de Oporto (en portugués: Muralhas do Porto) son las fortificaciones que protegían y rodeaban a la ciudad de Oporto, Portugal. Dicha ciudad contó con dos murallas defensivas. Las más antigua y reducida, la Muralla Primitiva,   (Muralha Primitiva), también llamada Cerca Vieja (Cerca Velha), Muralla Románica (Muralha Românica) o Muralla Sueva (Muralha Sueva) es de origen romano del siglo III. Las segundas, llamadas Murallas Fernandinas (Muralhas Fernandinas), Murallas Góticas (Muralhas Góticas) o Cerca Nueva (Cerca Nova), son del siglo XIV, comenzadas a construir por el rey Alfonso IV de Portugal y terminadas durante el reinado de Fernando I, de quien toman el nombre. Ambas murallas forman parte del conjunto del Centro histórico de Oporto, declarado por la UNESCO como Patrimonio de la Humanidad.

## Historia

### Antecedentes

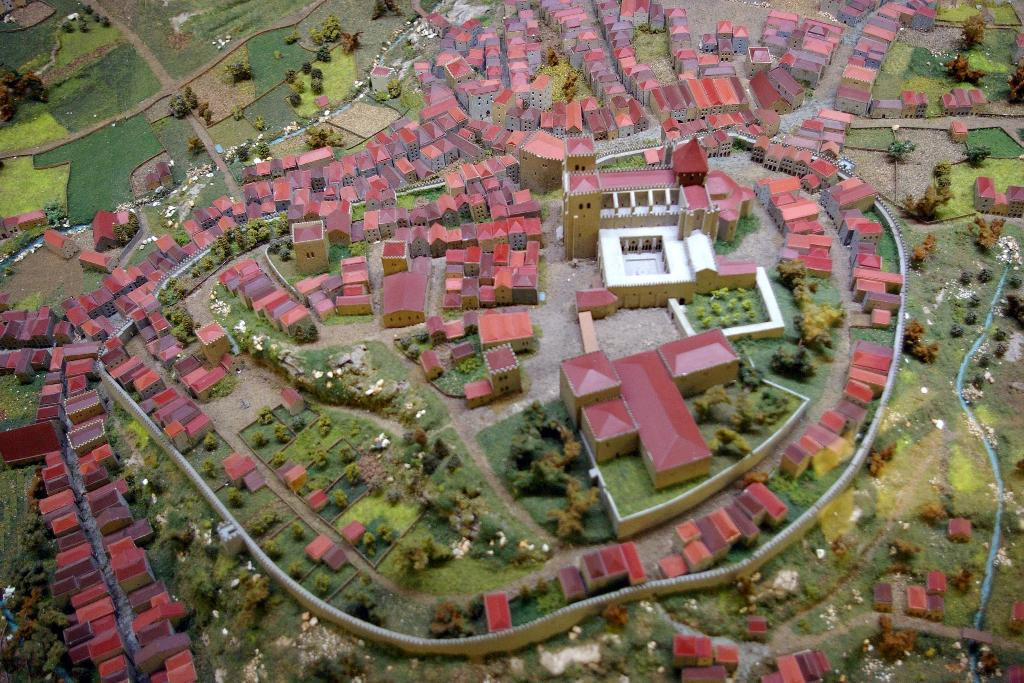
Maqueta de la ciudad medieval de Oporto en la que se aprecia el recorrido de la Muralla Primitiva, de origen romano. Casa del Infante, Museo de la Ciudad, Oporto.

La primitiva ocupación del lugar que ocupa Oporto, sobre la margen derecha del río Duero, se remonta al periodo final de la Edad del Bronce, aproximadamente al final del siglo VIII a. C.. Las edificación fue posiblemente de tipo castreño. El primitivo núcleo proto-histórico debió tener importantes conexiones comerciales con el Mar Mediterráneo.
Durante la dominación romana, la población, entonces llamada Cale, contaba con importantes edificaciones y estaba asentada en un eje viario entre Olisipo, la actual Lisboa y Bracara Augusta, la actual Braga. El núcleo más importante fue identificado durante las investigaciones llevadas a cabo en los años 1940 en lo alto de Pena Ventosa, cuando fueron sacadas a la luz un ara votiva, una moneda del emperador Constantino el Grande y dos columnas de mármol, datando de esta manera la muralla en el periodo romano.
Con las Invasiones bárbaras de la península ibérica, los suevos se asentaron en el noroeste peninsular. La población, entonces denominada como Portucale, fue elevada a sede episcopal, decayendo notablemente después de la Invasión musulmana a comienzos del siglo VIII.

### Alta Edad Media

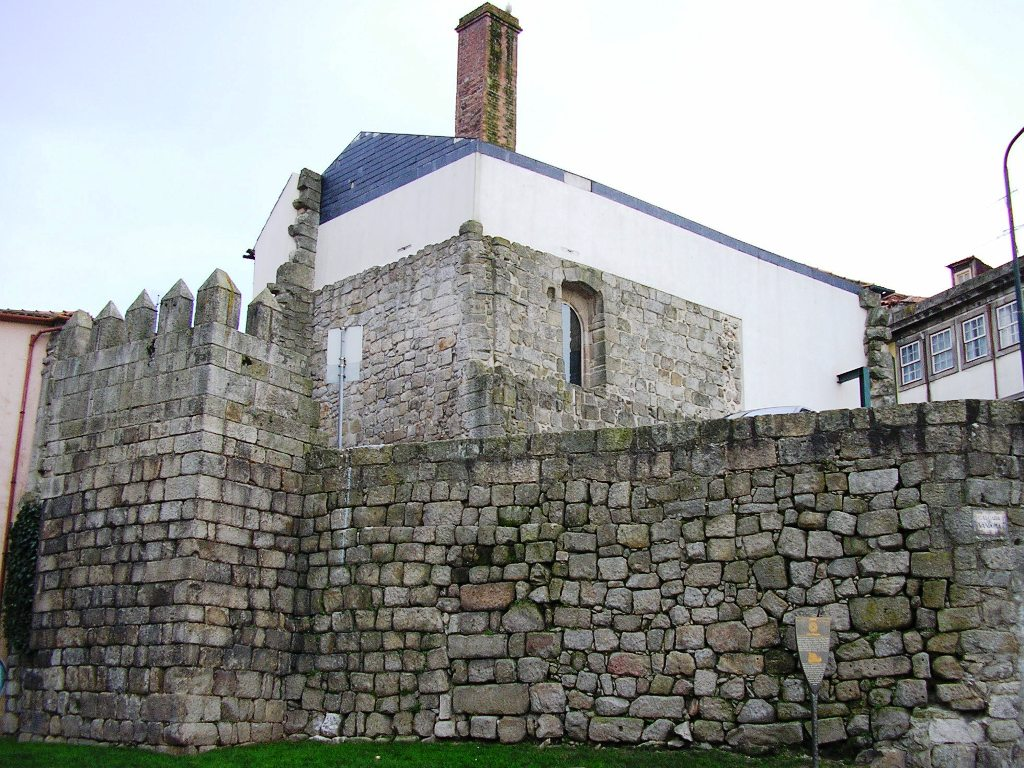
Único fragmento que sobrevive de la Muralla Primitiva de origen romano.

Durante la Reconquista, la región de Portucale fue tomada por Vimara Pérez en 868, quedando en zona de frontera.
Aunque no haya informaciones sobre las estructuras defensivas de este periodo, es conoce que en el siglo XI la muralla ya existía según se deduce de una carta, datada en 1147, de un cruzado inglés que describe la conquista de Lisboa. En ella se informa de una incursión que habían realizado los musulmanes sobre Oporto en la que los daños causados por esta habían sido reparados 80 años antes, aproximadamente en 1067. 
La condesa de Portugal, Teresa de León, madre de Alfonso Enríquez, futuro primer rey de Portugal, hizo donación del lugar de Oporto al obispo Hugo, el cual en 1123 le otorgó su primer fuero. De esta época data la reconstrucción de las primitivas murallas.

### Baja Edad Media

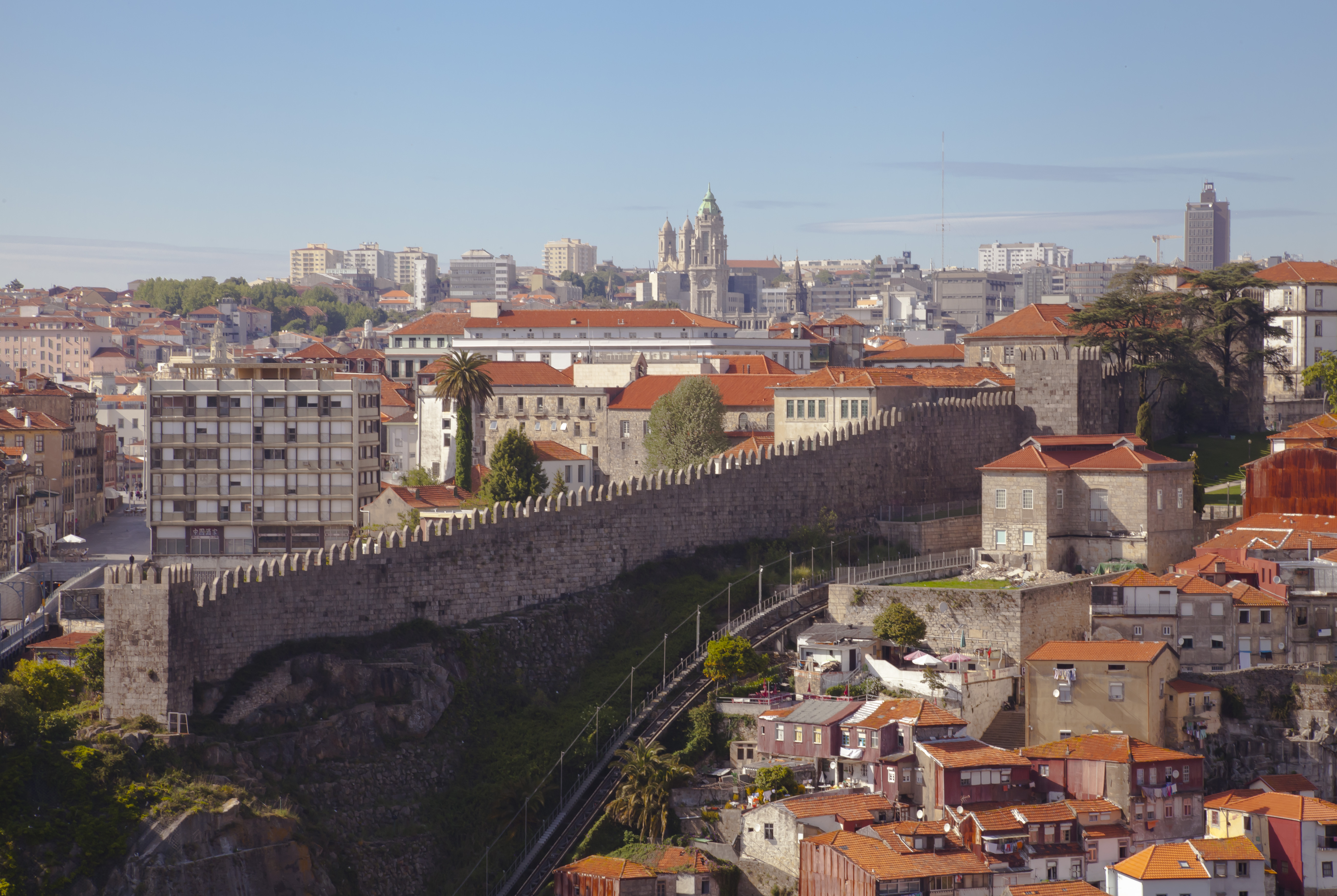
Vista de las Murallas Fernandinas desde la otra orilla del río Duero.

A mediados del siglo XIV, en medio de disputas entre el obispo y los burgueses sobre derechos de jurisdicción, fue notificado por los procuradores del Concejo que por motivos de defensa y debido a los desencuentros entre el rey Dionisio I de Portugal y su hijo el infante Don Alfonso entre los años 1320 y 1321, fueran mandadas demoler unas casas construidas junto al muro del castillo. La expresión castillo era ya una expresión corriente para referirse a las antiguas murallas. Ya el rey Sancho I de Portugal en una carta al obispo de Oporto le recomienda a este la realización de un mercado ante la puerta de la catedral para que el castillo sea mejor poblado.
La construcción del edificio de la aduana en 1324, ya había representado un duro golpe a los intereses del obispo, pero fue en 1405 cuando Juan I de Portugal transfirió a la Corona la jurisdicción sobre la ciudad, apoyado por la burguesía mercantil. La apertura de la Rua Nova marcó una nueva fase en el urbanismo de la ciudad y su localización refleja la importancia otorgada a la zona baja de la ciudad que funcionó hasta el siglo XX como el principal polo comercial de la ciudad.
En esta época de transición, la Corona patrocinó la construcción de un nuevo amurallamiento para proteger la ciudad en expansión. Las obras comenzaronen 1336 durante el reinado de Alfonso IV y se terminaron en tiempos del rey Fernando I, motivo por el cual las murallas fueron conocidas con el apelativo de fernandinas.

### Desde la Dinastía Filipina hasta nuestros días

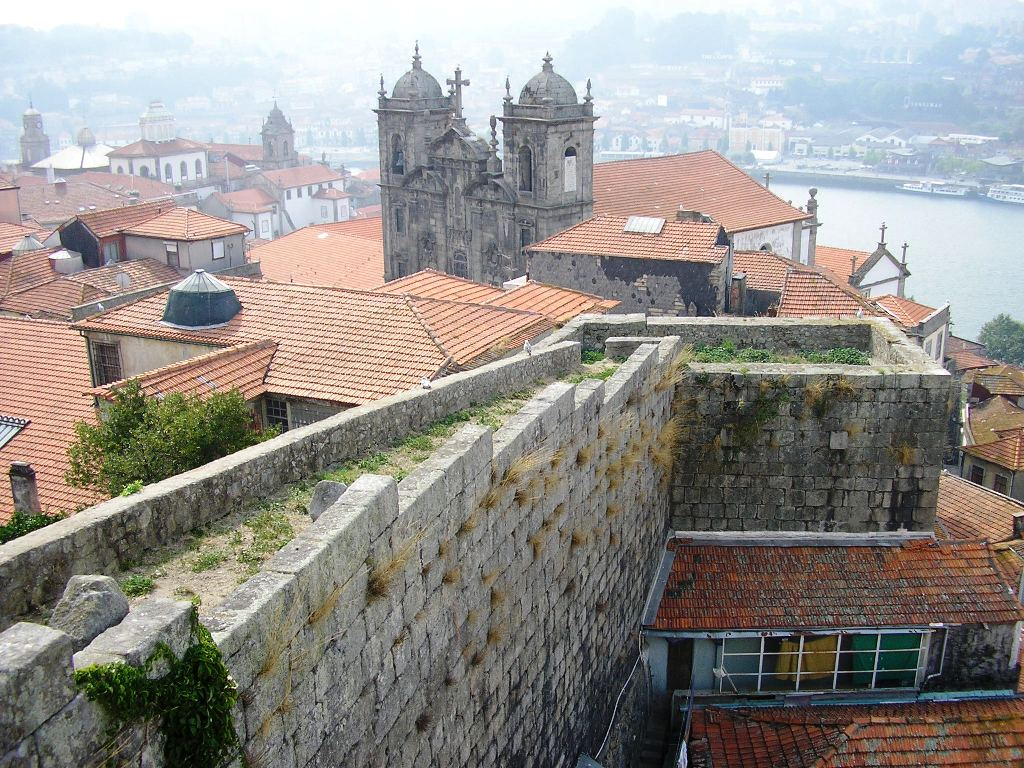
Otra vista de las Murallas Fernandinas.

Durante la Dinastía Filipina, (1580-1640), se vivió un periodo de crecimiento urbano y administrativo. Los grandes cambios artísticos comenzaron en esa época para desembocar en la magnificencia del siglo XVIII, la época dorada de difusión del vino de Oporto.
En el siglo XVIII, la muralla romana estaba todavía casi intacta y fue demolida casi en su totalidad a comienzos del siglo XIX, una vez perdida su función militar. Lo mismo puede decirse de las murallas fernandinas de la que quedan varios lienzos de muralla y algunas torres.
Los restos supervivientes de las murallas fernandinas fueron declaradas Monumento Nacional en 1926 y declaradas Patrimonio de la Humanidad, junto con todo el Centro Histórico de Oporto, en 1996.

## Descripción

### Muralla Primitiva

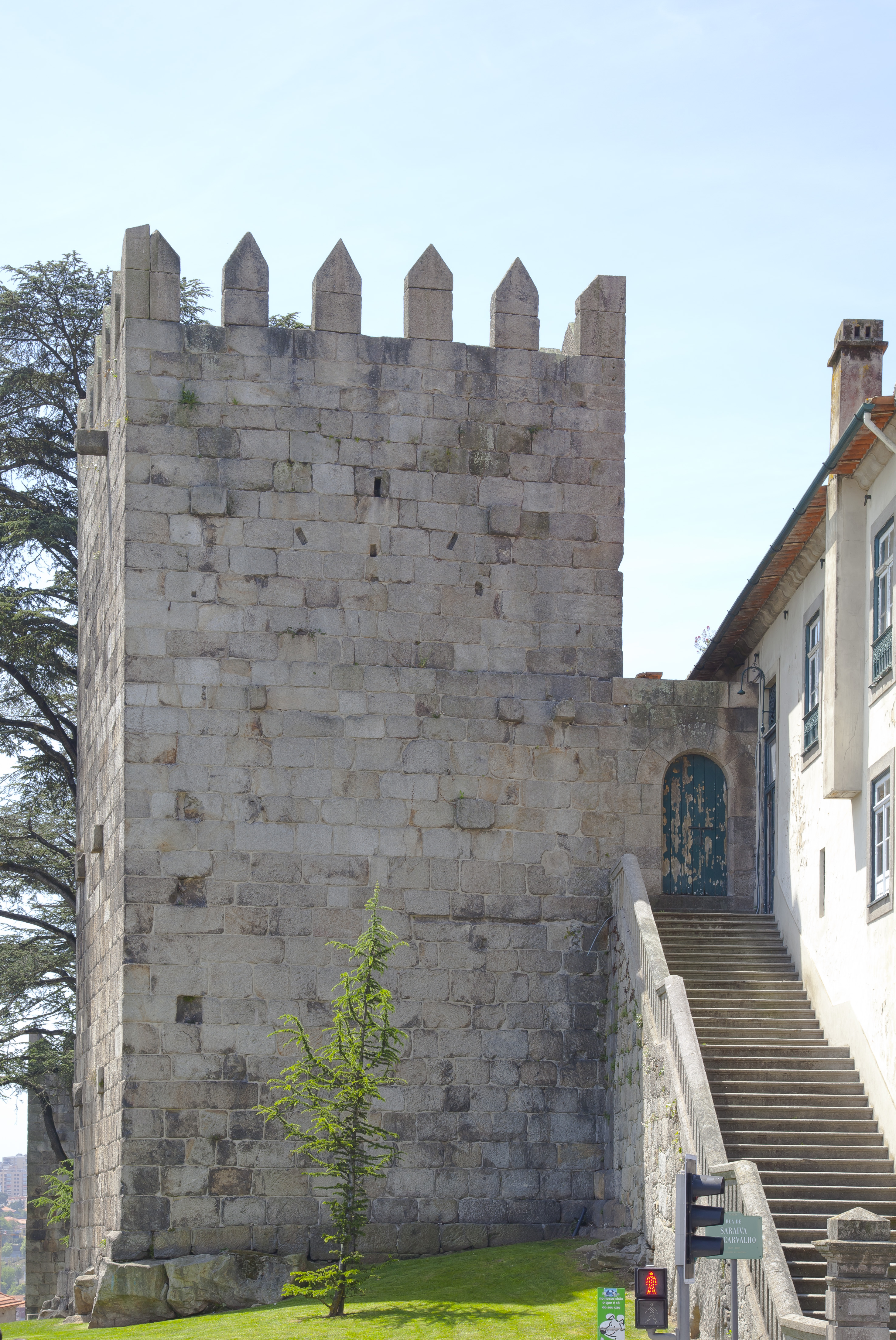
Vista frontal.

Esquema de la Muralla Primitiva con indicación de sus puertas.

La Muralla Primitiva tenía un perímetro de 750 metros y encerraba una superficie de 4 ha. Está construida y delimitaba la colina Pena Ventosa, donde estaba asentada la ciudad, en cuyo centro se encontraba, y todavía se encuentra, la Catedral de Oporto.
La muralla tenía cuatro puertas:
1. Porta de Vandoma, sobre la actual Rua Chã. Era la puerta más noble y amplia, que permitía el paso de carros. Fue demolida en 1855.
2. Porta de São Sebastião, próxima la Antigua Casa de la Cámara. Demolida en 1819
3. Porta de Sant'Ana ou Arco de Sant'Ana, sobre la calle del mismo nombre. Demolida en 1821
4. Porta das Mentiras, conocida a partir del siglo XIV como Porta de Nossa Senhora das Verdades, situada sobre las Escaleras de las Verdades. Se desconoce en qué momento fue demolida.

Durante mucho tiempo fue conocida como Muralla Sueva, pero hoy en día está identificada como de origen romano del siglo III, reconstrida en el siglo XII. Hoy en día apenas subsiste un reducido trecho y una torre, reconstruidos en el siglo XX.

### Murallas Fernandinas

Esquema de las Murallas fernandinas.

Tenía un perímetro de 2.600 metros, encerraba una superficie de 44,5 ha y su altura era de 9 metros. Estaba reforzada con almenas y torres de planta cuadrada que excedían en 3,5 metros la altura de las murallas, excepto las que defendían las puertas de Cimo da Vila y de Olival que las doblaban en altura. Se abrían en ella un total de 17 puertas.
Apenas un siglo y medio después de su construcción, en 1529 unos 800 metros de muralla entre las puertas de Olival y Dos Carros se derrumbaron, siendo recostruida entre 1607 y 1624.
El recorrido de las murallas empezaba en la Postigo do Carvalho, (11), que se llamó de Santo António de Penedo, en honor del santo de una Ermita que se hallaba próxima, y más tarde Postigo do Sol, cuando fue reconstruida y aumentada por el corregidor João de Almada e Melo en 1774. Seguía por donde se encuentra el Gobierno Civil y el Teatro São João, pasando después por la Rua de Cimo de Vila, donde existía la Porta do Cimo da Vila, (12). Continuaba en dirección sur por la Calçada de Santa Teresa y Viela da Madeira hasta la Porta dos Carros, (13), junto la Iglesia de los Congregados. Esta puerta vino a sustituir en 1551 a la existente construida por Juan I en 1409, para dar servicio a las huertas próximas y par entrada de los carros de piedra para la reconstrucción de las casas de la Rua Chã. Esta puerta, que fue demolida en 1827, estaba flanqueada por dos torres.

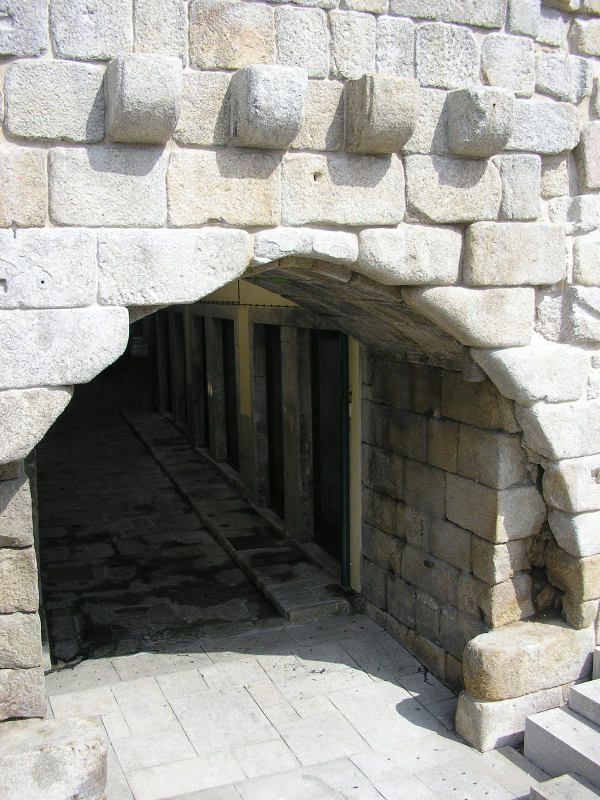
Puerta de Carvão, la única puerta de las Murallas fernandinas que queda en la actualidad.

La muralla continuaba en línea recta a lo largo del antiguo Covento dos Lóios, actual edificio de las Cardosas. Aquí estaba la Porta de Santo Elói, (14), demolida por acuerdo entre los padres Lóios y el Senado de la Cámara para el alargamiento del Largo dos Lóios. Seguía por la 
calçada dos Clérigos y la Rua da Assunção hasta la Cordoaria, entonces un extenso olivar, donde se situaba la Porta do Olival, (15). Descendía hasta la Rua do Calvário
En los terrenos en los que se encuentra actualmente la Iglesia de San José das Taipas se encontraba la Porta das Vitudes, (16). Seguía hacia el río por el noroeste de la Rua da Cordoaria Velha atravesando la Rua da Esperança donde había una puerta del mismo nombre, (17), llamada de esta manera por estar próxima a la Capilla de Nuestra Señora de la Esperanza. La muralla continuaba hasta el río, por donde están situadas las Escadas do Caminho Novo hasta la Porta Nova, (1), en la orilla del río Duero. Esta puerta, abierta por orden del rey Manuel I el afortunado, vino a sustituir y ampliar el Postigo da Praia. Fue demolida en 1872 cuando fue abierta la calle Rua Nova da Alfândega. Por ella era por donde hacían entrada solemne los obispos cuando venían a tomar posesión de su cargo.
La muralla continuaba paralela al río hasta subir hacia Santa Clara. Desde la Porta Nova hasta Terreirinho se abrían las puertas de dos Banhos, (2) y el de Pereira o Lingueta, (3). En Terrereirinho, cercano a la antigua Aduana, existía una puerta del mismo nombre, (4), demolido en 1838. Seguía en dirección al Postigo do Carvão, (5), el único que sobrevive hoy en día, llamado de esta manera por ser el de entrada de carbón en la ciudad que se almacenaba en el depósito de Fonte Taurina. Más adelante se encontraba el Postigo do Peixe. A continuación se encontraba la Porta da Ribeira, (6), que fue demolida por orden de João de Almada e Melo, cuando se decidió construir la Praça da Ribeira. Esta fue la primera puerta de la ciudad en la que se colocó una inscripción conmemorativa de la consagración de Portugal a Nuestra Señora de la Concepción, decrerada por el rey Juan IV. Existían además cuatro puertas más, do Pelourinho, (7), da Forca, (8), da Madeira, (9), y da Areia, (10). Después de esta última puerta, la muralla se separaba del río para subir hasta la Porta do Sol, (11).